# 로라 도널리
로라 도널리(Laura Donnelly, 1982년 8월 20일 ~ )는 북아일랜드의 배우이다. 연극 《The Ferryman》(2017-18)을 통해 2018년 로런스 올리비에상 여우주연상을 수상하고 2019년 제73회 토니상 연극 부문 여우주연상 후보에 올랐다.

## 출연 작품

### 영화
- 챔피언 프로그램 (2015)
- 드레드 (2009)
- Hello Carter (2013)
- 톨킨 (2019)

### 텔레비전
- 캐주얼티 (2005)
- 더 폴 (2013)
- 베오울프 (2016, Beowulf: Return to the Shieldlands)
- 네버스 (2021-23)
- 웨어울프 바이 나이트 (2022) - 텔레비전 스페셜